# Asesinato de Elsie Frost
Elsie Frost fue una niña británica de 14 años de edad que fue asesinada en un paso subterráneo bajo una línea de ferrocarril cerca de Wakefield, en el condado de West Yorkshire (Inglaterra), el 9 de octubre de 1965. A pesar de una persecución masiva y una gran cobertura nacional, no hubo éxito de condenar a los responsables de su muerte. En 2015, después de la presión de la familia de Elsie, la policía de West Yorkshire reabrió el caso. En marzo de 2018 murió el principal sospechoso.

## Historia
Elsie había pasado la tarde en el club náutico de la escuela Snapethorpe, en el lago Horbury, una cantera de grava inundada junto al canal Calder y Hebble. Cuando ella y sus amigas se fueron entre las 15:50-16 horas, Elsie tomó una ruta ligeramente diferente a las demás, evitando un túnel parcialmente inundado, posiblemente para evitar que los zapatos nuevos que llevaba ese día se embarraran. Fue atacada mientras caminaba por un túnel debajo de la línea de ferrocarril que va entre la estación de tren de Wakefield Kirkgate y Horbury. Fue apuñalada cinco veces: dos en la cabeza, una en la mano y dos en la espalda; una de las heridas de cuchillo le atravesó el corazón y le causó la muerte instantánea. La herida en su mano llevó a la policía a creer que fue sostenida mientras intentaba defenderse. La autopsia mostró que Elsie había muerto por un shock y desangrada. Fue encontrada poco después de los sucesos por un hombre que caminaba con sus hijos de 3 y 5 años.
Se tomaron más de 1 200 declaraciones escritas: se rastrearon a 400 personas que vivían en un radio de 0,40 km de la escena del crimen y se verificaron sus movimientos. Se entrevistaron a más de 12 000 hombres y se examinó una gran cantidad de cuchillos pertenecientes a residentes locales.
A pesar de una investigación policial intensiva, junto con la cobertura nacional (la persecución fue la más grande que la ciudad de Wakefield había visto), la policía no pudo establecer un motivo para el crimen o, de hecho, si Elsie era la víctima prevista o un transeúnte que se encontraba en el lugar equivocado en el momento equivocado. La persecución se amplió más tarde utilizando al ejército, y también implicó el uso de detectores de metales en un intento de encontrar el arma homicida.

## Investigación posterior
En enero de 1966, el forense adjunto, Philip Gill, que presidía la investigación sobre la muerte de Elsie, decidió que Ian Bernard Spencer, que tenía 33 años en ese momento, era el hombre culpable de matar a Elsie. Spencer sostuvo que aunque estuvo en el área de la muerte de Elsie más temprano ese día, estuvo en casa durante el tiempo que Elsie fue asesinada. A pesar de que esto fue corroborado por su esposa, su suegra y un amigo de la familia, los tres testigos no fueron llamados a declarar en su favor en la investigación.
Hasta 1984, la investigación de un forense podía repartir culpas y culpas y recomendar que se iniciara un proceso penal contra un individuo, que es lo que le sucedió a Spencer. El forense declaró que había suficientes pruebas prima facie en su contra.
A pesar de que Ian Spencer había sido absuelto por dos tribunales con un juez instruyendo a un jurado para absolver, la policía seguía apareciendo rutinariamente en la casa de la familia Spencer cada vez que había habido un crimen con cuchillo en el área. Spencer se dedicó a anotar la hora a la que salió de un lugar y luego la hora a la que llegó al siguiente, incluido el kilometraje que había recorrido. Continuó creando estos cuadernos de pesca a lo largo de su vida laboral, extendido hasta su jubilación.
La familia Frost estaba convencida en ese momento de que Spencer no tenía nada que ver con la muerte de Elsie. La madre de Elsie, Edith Frost, declaró sentir culpa por el sufrimiento del matrimonio Spencer. "Estoy seguro de que estarán tan ansiosos como yo de que encuentren al asesino".

## Caso abierto
La presión de los hermanos de Elsie (Anne Cleave y Colin Frost), y la cobertura del asesinato en una investigación de BBC Radio 4, impulsó a la policía de West Yorkshire a volver a abrir el caso en 2015, 50 años después del asesinato. La nueva investigación produjo 100 líneas de investigación, una respuesta que la policía encontró alentadora. El equipo de Revisión de Investigaciones Principales estaba compuesto por oficiales en servicio y civiles, la mayoría de los cuales eran detectives retirados. El equipo de revisión reveló que la mayoría de los archivos originales de 1965 habían sido destruidos.
Después de que el programa se transmitiera por Radio 4, varios oyentes dieron relatos de lo que habían visto, lo que condujo a nuevas pruebas y nuevas teorías. El público presentó solicitudes de acceso a la información ante el Archivo Nacional para los archivos del asesinato, que no debían abrirse hasta 2030 y 2060. Las solicitudes fueron denegadas con el argumento de que los archivos policiales nombraban a otras personas sospechosas distintas al hombre enviado a juicio en 1966. La divulgación al dominio público de esta información podía haber perjudicado cualquier proceso penal futuro. También hubo notas de que los archivos contienen imágenes e informes post mortem que podrían ser angustiantes para la familia inmediata. Durante la investigación de Radio 4 se reveló que la ropa de Elsie había sido ofrecida a la familia, pero cuando la oferta fue rechazada, la policía destruyó la ropa. A pesar de que no existía ningún conocimiento de la ciencia del ADN en 1965, esto efectivamente puso fin a cualquier esperanza de una posible recuperación genética.
Ha habido otros sospechosos y teorías: una era que Elsie se había topado con dos hombres involucrados en un acto homosexual (los actos homosexuales eran ilegales en Gran Bretaña hasta 1967). Otro testigo describió haber visto a un hombre de veintitantos años, vestido con un mono blanco y en una bicicleta. Esto dio lugar a sugerencias de que el hombre, que podría ser un testigo, era el repartidor de un carnicero o era trabajador de un matadero.
Otra teoría era que Elsie estaba conociendo a alguien en los días previos a su muerte, posiblemente un novio. Su padre había dicho que la noche antes de su muerte fue al Club Juvenil de Balne Lane con su mejor ropa, en lugar de su atuendo normal y había pedido quedarse fuera más tarde de lo habitual (aunque en realidad llegó a casa no más tarde de lo habitual).
Otra pista fue ofrecida por un conocido de la escuela de Elsie, quien, como enfermera, había escuchado un relato de tercera mano de un hombre que confesaba en el hospital estar presente durante su asesinato. Afirmó haber estado involucrado en un acto homosexual cuando Elsie se cruzó con ellos, el hombre con el que estaba involucrado la persiguió. Esto se relacionó con el ángulo del acto homosexual, ya que el hombre aparentemente confesó que eso estaba sucediendo y que era la razón detrás de la muerte de Elsie. Si bien esta nueva información fue enviada a la policía, no era confiable debido a su naturaleza de tercera mano y el hombre presuntamente estaba bajo la influencia de drogas cuando hizo su confesión.
El 27 de septiembre de 2016, se anunció que la policía de Thames Valley había arrestado a un hombre de 78 años en relación con la muerte de Elsie. Dos días después se reveló que el hombre había sido puesto en libertad bajo fianza después de su arresto. El 6 de marzo de 2017 se informó que el mismo hombre había sido arrestado nuevamente en relación con la muerte de Elsie y que también estaba siendo interrogado en relación con una denuncia no relacionada de violación y secuestro en 1972.
El 25 de marzo de 2018, se informó que el sospechoso, hasta ahora no identificado, era Peter Pickering, condenado por el homicidio en 1972 de Shirley Boldy, de 14 años, en Wombwell, cerca de Barnsley. Pickering había muerto en un hospital el día anterior. El detective superintendente Nick Wallen de la policía de West Yorkshire dijo que habían "sospechado fuertemente" que él era el responsable y "era nuestra expectativa" que la Fiscalía de la Corona hubiera decidido acusarlo a su debido tiempo.
En julio de 2018, se reveló que la familia Frost estaría presionando al fiscal general para una nueva investigación en la que podrían solicitar que se revisaran las pruebas contra Pickering. La familia declaró que se sentían "engañados y robados" por la muerte de Pickering, ya que no se presentaría ante un jurado, pero que una nueva investigación sería la mejor opción. Su solicitud fue concedida en diciembre de 2018 y el fiscal general declaró estar convencido de que había nuevas pruebas disponibles que no fueron presentadas en la investigación inicial, redundando en interés de justicia solicitar un nuevo proceso.